# Episodi di Hamburg Distretto 21 (quarta stagione)
La quarta stagione della serie televisiva Hamburg Distretto 21 è stata trasmessa in prima tv in Germania ogni giovedì alle ore 19,25 sulla rete televisiva ZDF dal 24 settembre 2009 all'8 aprile 2010. In Italia è trasmessa a partire dal 5 ottobre al 17 novembre 2010 su Rete 4 dal lunedì al giovedì alle 15.15. 
A partire dal settimo episodio Markus Knüfken (Kai Norden) è sostituito da Matthias Schloo (Mattes Seller). Dal quattordicesimo al diciannovesimo episodio Rhea Harder (Franzi Jung) è sostituita temporaneamente da Christian Tramitz (che interpreta Peter Leitl).
| nº | Titolo originale         | Titolo italiano           | Prima TV Germania | Prima TV Italia  |
| -- | ------------------------ | ------------------------- | ----------------- | ---------------- |
| 1  | Held für einen Tag       | Eroe per un giorno        | 24 settembre 2009 | 5 ottobre 2010   |
| 2  | Immer Ärger mit Nele     | Piccola ribelle           | 1º ottobre 2009   | 6 ottobre 2010   |
| 3  | Die große Versuchung     | Grande tentazione         | 8 ottobre 2009    | 7 ottobre 2010   |
| 4  | Pleitegeier              | Sotto tiro                | 15 ottobre 2009   | 11 ottobre 2010  |
| 5  | Seeheld in Seenot        | Lupo di mare              | 22 ottobre 2009   | 12 ottobre 2010  |
| 6  | Kais Entscheidung        | Al bivio                  | 29 ottobre 2009   | 13 ottobre 2010  |
| 7  | Das Greenhorn            | Il principiante           | 5 novembre 2009   | 14 ottobre 2010  |
| 8  | Doppelleben              | Doppia vita               | 12 novembre 2009  | 18 ottobre 2010  |
| 9  | Matjeskrieg              | Un boccone amaro          | 19 novembre 2009  | 19 ottobre 2010  |
| 10 | Vermisstes Glück         | La fortuna smarrita       | 26 novembre 2009  | 20 ottobre 2010  |
| 11 | Gefährliche Fotos        | Obiettivo indiscreto      | 3 dicembre 2009   | 21 ottobre 2010  |
| 12 | Harte Jungs              | L'urna sparita            | 10 dicembre 2009  | 25 ottobre 2010  |
| 13 | Melanies Albtraum        | L'incubo di Melanie       | 17 dicembre 2009  | 26 ottobre 2010  |
| 14 | Ein guter Plan           | La cassaforte             | 7 gennaio 2010    | 27 ottobre 2010  |
| 15 | Wunderkind               | La bambina prodigio       | 14 gennaio 2010   | 28 ottobre 2010  |
| 16 | Bärendienst              | Macabro scherzo           | 21 gennaio 2010   | 2 novembre 2010  |
| 17 | Schlaf, Kindchen, schlaf | Dormi piccola dormi       | 28 gennaio 2010   | 3 novembre 2010  |
| 18 | Angst um Emma            | Amnesia                   | 4 febbraio 2010   | 4 novembre 2010  |
| 19 | Wehrlos                  | Indifesi                  | 11 febbraio 2010  | 8 novembre 2010  |
| 20 | Die tätowierte Frau      | Il tatuaggio              | 4 marzo 2010      | 9 novembre 2010  |
| 21 | Ein Fall für Mattes      | Omertà                    | 11 marzo 2010     | 10 novembre 2010 |
| 22 | Loverboy                 | L'adescatore              | 18 marzo 2010     | 11 novembre 2010 |
| 23 | Alte Freunde             | Vecchi amici              | 25 marzo 2010     | 15 novembre 2010 |
| 24 | Die Frau am Ufer         | La donna in riva al fiume | 1º aprile 2010    | 16 novembre 2010 |
| 25 | Herr Mubiru im Paradies  | Il paradiso perduto       | 8 aprile 2010     | 17 novembre 2010 |